# Lasalle (Gard)
Lasalle (en occitano La Sala) es una población y comuna francesa, en la región de Languedoc-Rosellón, departamento de Gard, en el distrito de Le Vigan y cantón de Lasalle.

## Demografía
| 1,184 | 1,201 | 1,018 | 1,040 | 1,007 | 1,033 |
| Para los censos de 1962 a 1999 la población legal corresponde a la población sin duplicidades (Fuente: INSEE [Consultar]) |       |       |       |       |       |